# William A. Lyon
William A. Lyon (Texas, 21 gennaio 1903 – Los Angeles, 18 marzo 1974) è stato un montatore statunitense, due volte vincitore dell'Oscar al miglior montaggio, nel 1954 per Da qui all'eternità e nel 1956 per Picnic, e candidato in altre quattro occasioni.

## Filmografia parziale
- Quando la vita è romanzo (I'll Take Romance), regia di Edward H. Griffith (1937)
- L'uomo che non poteva essere impiccato (The Man They Could Not Hang), regia di Nick Grinde (1939)
- Troppi mariti (Too Many Husbands), regia di Wesley Ruggles (1940)
- Arizona, regia di Wesley Ruggles (1940)
- Non sei mai stata così bella (You Were Never Lovelier), regia di William A. Seiter (1942)
- Al Jolson (The Jolson Story), regia di Alfred E. Green (1946)
- Femmina (Mr. District Attorney), regia di Robert B. Sinclair (1947)
- Oppio (To the Ends of the Earth), regia di Robert Stevenson (1948)
- Le colline camminano (The Walking Hills), regia di John Sturges (1949)
- Non c'è passione più grande (Jolson Sings Again), regia di Henry Levin (1949)
- Non siate tristi per me (No Sad Songs for Me), regia di Rudolph Maté (1950)
- Accidenti che ragazza! (The Fuller Brush Girl), regia di Lloyd Bacon (1950)
- Morte di un commesso viaggiatore (Death of a Salesman), regia di László Benedek (1951)
- Eroi di mille leggende (The Thief of Damascus), regia di Will Jason (1952)
- Tempo felice (The Happy Time), regia di Richard Fleischer (1952)
- Il membro del matrimonio (The Member of the Wedding), regia di Fred Zinnemann (1952)
- Da qui all'eternità (From Here to Eternity), regia di Fred Zinnemann (1953)
- L'ammutinamento del Caine (The Caine Mutiny), regia di Edward Dmytryk (1954)
- La lunga linea grigia (The Long Grey Line), regia di John Ford (1955)
- L'uomo di Laramie (The Man from Laramie), regia di Anthony Mann (1955)
- Picnic, regia di Joshua Logan (1955)
- Al centro dell'uragano (Storm Center), regia di Daniel Taradash (1956)
- L'alibi sotto la neve (Nightfall), regia di Jacques Tourneur (1957)
- Cowboy, regia di Delmer Daves (1958)
- Io e il colonnello (Me and the Colonel), regia di Peter Glenville (1958)
- I cavalloni (Gidget), regia di Paul Wendkos (1959)
- Cordura (They Came to Cordura), regia di Robert Rossen (1959)
- Estasi (Song Without End), regia di George Cukor e Charles Vidor (1960)
- Un grappolo di sole (A Raisin in the Sun), regia di Daniel Petrie (1961)
- Gidget Goes Hawaiian, regia di Paul Wendkos (1961)
- Signora di lusso (Five Finger Exercise), regia di Daniel Mann (1962)
- Gidget a Roma (Gidget Goes to Rome), regia di Paul Wendkos (1963)
- Giovani amanti (The Young Lovers), regia di Samuel Goldwyn Jr. (1964)
- Sierra Charriba (Major Dundee), regia di Sam Peckinpah (1965)
- A piedi nudi nel parco (arefoot in the Park), regia di Gene Saks (1967)
- Il segreto di Santa Vittoria (The Secret of Santa Vittoria), regia di Stanley Kramer (1969)

## Riconoscimenti
- Oscar al miglior montaggio
  - 1947: candidato - Al Jolson
  - 1954: vincitore - Da qui all'eternità
  - 1955: candidato (con Henry Batista) - L'ammutinamento del Caine
  - 1956: vincitore (con Charles Nelson) - Picnic
  - 1959: candidato (con Al Clark) - Cowboy
  - 1970: candidato (con Earle Herdan) - Il segreto di Santa Vittoria